# Freaks (Roman)
Freaks ist ein 2003 erschienener Roman des US-amerikanischen Schriftstellers Joey Goebel.
Er ist aus wechselnden Perspektiven geschrieben; die meist sehr kurzen Kapitel werden jeweils aus der Sicht einer der Figuren erzählt.

## Ausgaben
Die Originalausgabe erschien 2003 bei MacAdam/Cage Publishing in San Francisco unter dem Titel The Anomalies. In deutscher Sprache kam das Buch 2006 beim Diogenes Verlag heraus. Die Übersetzung besorgte Hans M. Herzog. Eine deutsche Hörbuchfassung erschien im selben Jahr. Sie wurde unter anderem von Cosma Shiva Hagen, Jan Josef Liefers, Charlotte Roche, Cordula Trantow und Feridun Zaimoglu gelesen.

## Inhalt
In einer typischen Kleinstadt im US-Bundesstaat Kentucky formiert sich eine Band. Der Leser lernt die Mitglieder in der Eingangsszene des Romans kennen: Die fünf Mitglieder haben sich in einem Red-Lobster-Kettenrestaurant verabredet und treffen nach und nach ein.
Zunächst erscheinen Opal Oglesby, eine 80-jährige Babysitterin, und ihr Schützling, die achtjährige schwererziehbare Ember Blackwell. Ember, äußerlich ausgesprochen hübsch und niedlich, wird von ihren Eltern vernachlässigt und projiziert ihren Hass auf ihre gesamte Umwelt. Insbesondere in der Schule fällt sie negativ auf, wenngleich ihre Lehrerin, im Gegensatz zu ihren Eltern, immerhin erkennt, dass das Mädchen hochintelligent ist.
Opal hat ihr Berufsleben in einer Werkstatt für Felgen und Radkappen verbracht. Sie hat niemals geheiratet. Nun, im Alter, will sie all ihre Bedürfnisse ausleben. Regelmäßig bringt sie den Leiter des Therapiekreises im Altersheim durch ihre provokanten Äußerungen zur Verzweiflung.
Nach Ember und Opal treffen Aurora Buchanan und Luster Johnson ein. Luster ist der Kopf der Gruppe, der auch die Songtexte für die Band schreibt. Er ist ein Afroamerikaner und als mittlerer von dreizehn Brüdern aufgewachsen, die alle Jerome heißen und mit Drogen dealen. Luster, der sein Geld als Angestellter auf einer Hunderennbahn verdient, stellt in jeder Beziehung eine Ausnahme dar. Er ist ebenso belesen wie sensibel, und obwohl sein Vorgesetzter sein exzentrisches Verhalten mit dem Vorwand entschuldigt, er stehe unter Drogen, konsumiert er keine der Substanzen, mit denen seine milieutypischen Brüder ihren Lebensunterhalt bestreiten. Die schöne Aurora hat einen ganz anderen gesellschaftlichen Hintergrund. Sie ist die Tochter eines Predigers, hat sich aber dem Satanismus verschrieben und zunächst in einer Stripshow gearbeitet, wo Opal und Luster sie kennenlernten. Inzwischen sitzt sie im Rollstuhl und arbeitet als Brötchenbäckerin in einem Schnellimbiss.
Das fünfte Bandmitglied ist Ray Fuquay. Er stammt aus dem Irak und ist auf der Suche nach einem bestimmten Soldaten in die USA gezogen. Diesen Mann, der laut einem Aufkleber auf seinem Helm aus Kentucky stammen muss, hat Ray im Nahkampf eines Gefechts in Qasr al-Khubbaz verletzt. Dafür möchte er ihn nun um Vergebung bitten. Ray – eigentlich Raykeem – hat als einziges Bandmitglied ein einigermaßen intaktes Familienleben: Er hat Frau Milkah und Sohn Aymon mit in die USA gebracht. In seiner Heimat hat er in einer Sandalenfabrik gearbeitet, in den USA fährt er Taxi und arbeitet in einem Sonnenstudio. In einem Kampfsportkurs hat er Ember kennengelernt und so Kontakt zu den anderen Mitgliedern der Band gefunden.
Schon bei dem Treffen in dem Restaurant wird deutlich, wie sich die fünf Bandmitglieder von den Vertretern der weißen Mittelschicht abheben, die den Ort dominieren. Nachdem ein junger Mann am Nachbartisch sich provozierend über das ungewöhnliche Aussehen und Benehmen der fünf Protagonisten geäußert hat, wird er von Luster durch eine schonungslose Analyse seines oberflächlichen und durchschnittlichen Daseins kaltgestellt.
Während sich Luster, der die Angewohnheit hat, alle seine Gedanken laut auszusprechen, in solchen Situationen zur Wehr zu setzen weiß, kann er ein anderes Problem nicht lösen: Die Band hat in fünf Monaten nur fünfmal geprobt, weil ihr die entsprechenden Räume fehlen. Damit ist auch vorläufig an einen Auftritt nicht zu denken. Bei einem der Versuche, in Lusters Wohnzimmer zu proben, werden die Fünf von Lusters Brüdern unterbrochen. Während die Jeromes durch ihr Interesse für die schöne Aurora abgelenkt werden, stiehlt ihnen Ember unbemerkt ein Tütchen Crack.
Nach diesem Abbruch einer Probe beschließt Aurora, sich mit ihrem Vater auszusöhnen, um ihr geräumiges Heim als Probenraum nutzen zu können. Unverzüglich stattet Luster, begleitet von Ember, dem Reverend einen Besuch ab. Währenddessen besucht Aurora eine Party ihres Arbeitgebers David Silver. Dieser bittet sie, sich für den Erotikkalender seines Restaurants Ken’s Fried Chicken fotografieren lassen. Als sie ablehnt und er ihr mit Kündigung droht und darauf hinweist, dass sie als Behinderte ihm dankbar sein könne, überhaupt eingestellt worden zu sein, erhebt sie sich aus ihrem Rollstuhl und verlässt zu Fuß die Party. Luster, den sie wenig später bei sich zu Hause antrifft, erklärt ihrem erstaunten Vater, warum Aurora eine Lähmung vorgetäuscht hat: Sie habe auf diese Weise versucht, nicht mehr ausschließlich als Sexobjekt angesehen zu werden. Reverend Buchanan ist durchaus angetan von Luster und seinen Redekünsten, doch die Verhandlungen um einen Probenraum scheitern daran, dass Ember voller Zerstörungswut in einem unbeobachteten Moment eine teure Jesusfigur aus Buchanans Sammlung von ihrem Sockel stürzt.
Auch in der Schule eskaliert die Situation. Nachdem sie von der Lehrerin zu einem Gespräch einbestellt wurden, fahren Embers Eltern zur Erholung erst einmal für einen Monat nach Cancún. Ember lassen sie in Opals Obhut zurück. Kaum haben sie ihr luxuriöses Heim verlassen, quartiert sich die Band dort ein, um zu proben und – auch zu übernachten. Denn Luster nutzt die Gelegenheit, sich vorübergehend von seinen Brüdern zu trennen, nur zu gern, Aurora hat zu Hause Probleme wegen der zerstörten Kunstfigur und Rays Familie ist in den Irak heimgekehrt, nachdem es zu einem Konflikt über die unterschiedlichen Lebenswelten gekommen ist.
In den nächsten Wochen wird nicht nur intensiv geprobt, sondern es entwickelt sich auch ein idyllisches WG-Leben. Aurora und Opal bleiben zu Hause, Ember besucht die Schule und die Männer arbeiten. An einem seiner freien Tage im Sonnenstudio begleitet Ray Luster auf die Hunderennbahn. Dort stellt sich heraus, dass ausgerechnet Lusters Chef, ein typischer Vertreter des White Trash, der Mann ist, den Ray sucht und um Vergebung bitten will. Die Überraschung schlägt ihm auf den Magen und er muss sich erst übergeben, dann aber hält er seine seit Jahren vorbereitete Rede. Joe ist völlig überrumpelt und sagt, der Hüftschuss sei vergeben.
Das Idyll im Haus der Familie Blackwell wird durch einen Anruf Buchanans gestört. Diesem ist David Silvers Erotikkalender in die Hände gefallen. Obwohl Aurora ja abgelehnt hatte, sich dafür fotografieren zu lassen, taucht sie jetzt auf dem Bild zum Monat Dezember auf. Silver hat einen Schnappschuss von der Party verwendet und entsprechend umgestaltet. Obwohl Aurora ihren tobenden Vater durch die Mitteilung beruhigen kann, dass sie noch Jungfrau ist, will sie die Kalender aus dem Verkehr ziehen. Dies gelingt ihr mit Hilfe Lusters und Embers. Während sie, begleitet von Ember, die im richtigen Moment einen Tobsuchtsanfall mimt, ihren ehemaligen Arbeitgeber ablenkt, kauft Luster den gesamten Vorrat an Kalendern auf und bezahlt die Angestellte, die unter Drogen steht und nichts merkt, mit Gutscheinen für Hundewetten. Nach dieser Aktion suchen die drei Bandmitglieder den Inhaber des einzigen Rock-Clubs in der Stadt auf und überreden ihn, die Band am nächsten Wochenende spielen zu lassen.
Da sie für das Konzert mit allen nur möglichen Mitteln geworben haben, ist das Publikum im Pandemonium am Abend des Auftritts so zahlreich und vielfältig wie nie. Vom Hippie über die Johnson-Brüder bis hin zu David Silver, von Opals homosexuellem Therapeuten über Embers Lehrerin bis hin zu Joe, dem Golfkriegsveteranen mit der Kugel in der Hüfte, sind alle Menschen, mit denen die Bandmitglieder je in Kontakt getreten sind, anwesend. Nach einem Appell Lusters ans Publikum, endlich seine Designerhaut auszuziehen, beginnt das Konzert. Das Publikum ist begeistert, doch schon beim zweiten Song gibt es einen Zwischenfall: Joe, der Ray eben doch nicht vergeben hat, zieht eine Waffe und schießt Ray durch das Keyboard in die Genitalien. Reflexartig greifen auch zwei der Johnson-Brüder zu ihren Waffen und erschießen Joe. Eine Massenpanik entsteht, die Polizei greift ein und findet zu allem Überfluss das von Ember gestohlene Crack in Opals Bassverstärker. Den Tipp hat ihr der beleidigte David gegeben. Natürlich glauben die Polizisten weder, dass Ember die Drogen gestohlen hat, noch dass Opal sie an sich genommen hat, um damit zu experimentieren, sondern führen stattdessen Luster ab, der ins Schema des Drogendealers passt.
In sechs Epilogen erfährt man, was danach geschehen ist: Ray, jetzt „Ehemann“ genannt, ist genesen und befindet sich wieder in seiner Heimat. Er vermisst jedoch das Leben in den USA und den Kontakt zur Band. Der Briefkontakt wurde durch seine Frau Milkah unterbunden. Opal, jetzt „Großmutter“, hat den 29-jährigen Altenpfleger Chuck geheiratet, das „Kind“ Ember wurde in eine Erziehungsanstalt gesteckt und die „Schwester“ Aurora, ebenso frigide wie schön, hat sich entschieden, als Nonne zu leben. Der „Sträfling“ Luster empfindet es als eine Ehre, für die Fehler der anderen zu bezahlen, und hat seinen Frieden vor der Menschheit im Gefängnis gefunden. Zuletzt meldet sich auch noch der „Autor“ zu Wort und appelliert noch einmal, dass es dem von der Masse angewiderten, aber von Menschenliebe erfüllten Individuum erlaubt sein möge, sein Anderssein auszuleben und seine „unsinnigen Gedanken“ zu denken.

## Rezeption
Goebels Werk wurde von der Kritik unterschiedlich aufgenommen. Sven Nees, der 2007 die Hörbuchversion rezensierte, fand: „Die Handlung ist zwar ziemlich durcheinander und nicht immer logisch, aber das muss sie auch nicht, schließlich haben wir es mit Freaks zu tun.“ Er verglich den Roman mit einer Vorlage für Pulp Fiction Light – light nur deshalb, weil bei Goebel weniger Blut fließt als bei Quentin Tarantino. Auch Kai Wiegandt zeigte sich in seiner Rezension in der Süddeutschen Zeitung vom 27. Dezember 2006 eher skeptisch, lobte jedoch den Verzicht auf ein Happy End. Eine ausgiebige Würdigung erfuhr der Roman in Evelyn Fingers Artikel „Gottes coolster Brieffreund“ in der Zeit vom 28. September 2006. Freaks sei, so schreibt sie, eigentlich gar kein Roman, sondern „ein Wutausbruch, ein als schnoddrige Popgroteske getarntes, mit viel verlottertem Partyvokabular garniertes kulturkritisches Manifest.“ Goebel kritisiere mit diesem Buch „den aus der Dummheit zwangsläufig resultierenden Verrat an den Möglichkeiten des Menschseins, also die wahre Gotteslästerung“. Wahrscheinlich, so Finger, sei seit der Aufklärung „kein anderer literarischer Text erschienen, der mit solch missionarischem Ernst die Freiheit als höchsten Schöpfungszweck und die sittliche Vervollkommnung als kategorischen Imperativ verkündet.“ Finger, die auch auf die Virtuosität, mit der das Buch geschrieben ist, und auf seine Komik hinweist, bezeichnet Werke der etablierten Stars des amerikanischen Realismus wie Philip Roth und Jonathan Franzen ebenso wie die der Postmodernisten Donald Barthelme oder Paul Auster als – im Vergleich zu Freaks – „arg verschmockt“. Goebel sei ein „scharfer Denker“ und ein „zielsicherer Zyniker“, aber auch ein großartiger Humorist. Als Beispiel führt Finger die E-Mail des lieben Gottes an Opal an, in der er sich kurz vor dem Konzert wegen Arbeitsüberlastung entschuldigt und in einem Nachsatz über seine „coolsten Schöpfungen“ Russell Crowe und Wesley Snipes spricht.

## Textausgabe
- Joey Goebel: Freaks. Diogenes Taschenbuch, 2007, ISBN 978-3-257-23662-0.